# Seefeld, Starnberg
Seefeld là một đô thị trong huyện Starnberg bang Bayern, Đức.